# Геномика
Геномика је област молекуларне биологије која се бави проучавањем структуре, функције, организације, еволуције и мапирања генома. Геном представља комплетан сет наследне информације неког организма и такође се дефинише као укупна ДНК хаплоидног сета хромозома. За разлику од генетике, која се бави проучавањем структуре појединачних гена и њихове улоге у наслеђивању, геномика има за циљ колективну карактеризацију и квантификацију свих гена организма, њихове међусобне везе и утицај на организам, као и анализу осталих функционалних елемената генома попут регулаторних региона итд.
Геномика укључује и анализу генома употребом секвенцирања ДНК и биоинформатике. Напредак у геномици покренуо је револуцију у различитим истраживањима и системској биологији са идејом да се олакша разумевање чак и најсложенијих биолошких система као што је мозак.
Област укључује студије интрагеномских (унутар генома) феномена као што су епистаза (утицај једног гена на други), плејотропија (појава да један ген утиче на више особина), хетероза и друге интеракције између локуса и алела унутар генома.
Геномика доживљава процват преласком из 20. у 21. век када се одређује примарна структура (мапа) људског генома (2003), тачно 50 година од открића структуре ДНК од стране Вотсона и Крика. 
Уско је повезана са биотехнологијом и компјутерским технологијама. 

## Историјат

### Етимологија
Реч Ген потиче из Грчког језика, ΓΕΝ gen, „gene“ (гама, епсилон, ну, епсилон) што у преводу значи „постојати, стварати, стварање, рађати”, а додатне верзије речи су: генеалогија, генеза, генетика, генотип, род итд. Реч Геном (од немачке речи Genom, која се приписује Хансу Винклеру) била је у употреби у енглеском језику још 1926. године. Термин геномика је смислио Том Родерик, генетичар из Џексонове лабораторије (Бар Харбор, Мејн), на састанку одржаном поводом мапирања хуманог генома у Мериленду 1986. године.

### Историјат секвенцирања
Фредерик Сангер, добитник Нобелове награде за утврђивање секвенце аминокиселина у инсулину, је заједно са колегама одиграо кључну улогу у развоју техника секвенцирања ДНК. Године 1975., Алан Колсон и Сангер су објавили поступак секвенцирања помоћу ДНК полимеразе и радиоактивно обележених нуклеотида. Технику су назвали „Плус и Минус техника”. Ова техника је укључивала две сродне методе које су генерисале кратке олигонуклеотиде са дефинисаним 3' крајевима. Олигонулкеотиди се даље могу фракционисати електрофорезом на полиакриламидном гелу (тзв. електрофореза у полиакриламидном гелу) и визуализовати помоћу ауторадиографије. Овим поступком је било могуће секвенцирати секвенцу дугу до 80 нуклеотида у једном потезу, што је било велико побољшање, али је и даље био временски веома напоран процес. Ипак, 1977. године је Сангерова група успела да секвенцира већину од 5.386 нуклеотида једноланчаног бактериофага φКс174. Тиме су комплетирали и секвенцирали први геном. Усавршавање методе Плус и Минус резултирало је Сангеровом методом, која је постала база техника секвенцирања ДНК, мапирања генома, складиштења података и биоинформатичких анализе које су широко коришћене у наредних 25 година у науци.

### Комплетни геноми
Појава различитих технологија секвенцирања резултирала је брзим напретком и коначним завршетком пројеката секвенцирања генома. Први комплетно секвенциран геном еукариотске органеле, митохондрије човека (16.568 бп, око 16,6 кб [килобаза]), пријављен је 1981. године, а први секвенцирани геноми хлоропласта уследили су 1986. године. Године 1992. године секвенциран је први еукариотски хромозом, хромозом пивског квасца Saccharomyces cerevisiae (315 кб). Први слободноживећи организам који је секвенциран била је бактерија Haemophilus influenzae (1,8 Мб) 1995. године. Од тада број секвенцираних генома расте експоненцијално.
Већина микроорганизама чији су геноми потпуно секвенцирани су патогени, као што је између осталог и Haemophilus influenzae. Од осталих врста које су секвенциране, већина је изабрана јер су били добро проучени организми или се претпоставило да ће постати добри модел организми попутː квасац (лат. Saccharomyces cerevisiae) је дуго био важан модел организам еукариотске ћелије, док је винска мушица Drosophila melanogaster била врло важан модел организам нарочито у раној пре-молекуларној генетици; ваљкасти црв Caenorhabditis elegans је често коришћен модел за проучавање вишећелијских организама; Danio rerio (зебрица) користи се за многа истраживања развића на молекуларном нивоу, а биљка Arabidopsis thaliana је модел организам за цветнице; пас (лат. Canis lupus familiaris), смеђи пацов (Rattus norvegicus), миш (лат. Mus musculus) и шимпанза (лат. Pan troglodytes) су све значајне животиње, модел организми, у медицинским истраживањима.
Груби нацрт људског генома добијен је током пројекта људског генома почетком 2001. године. Током овог пројекта, који је завршен 2003. године, секвенциран је читав геном једне одређене особе, а до 2007. секвенца је проглашена „завршеном“ са мање од једне грешке у 20.000 база. У годинама од тада, секвенцирани су геноми многих других појединаца, делимично под покровитељством Пројекта 1000 генома, који је најавио секвенцирање 1.092 генома у октобру 2012. Завршетак овог пројекта омогућен је развојем ефикаснијих технологија секвенцирања и захтевао је посвећеност значајних ресурса биоинформатике из велике међународне сарадње.

### Револуција „Омика“
Омика, ера која је започела крајем 20. века обухвата нове технологије и бави се односом, улогом и механизмима деловања различитих типова молекула попут РНК, ДНК, протеина, метаболита итд. у ћелији неког организма. Развој различитих Омика повезан је са развојем биоинформатике и информационих технологија које омогућавају анализу, складиштење, обраду и интерпретацију велике количине података добијених у експериментима. Постоји неколико десетина различитих поља истраживања у оквиру Омика, а најзначајнија за молекуларну биологију су геномика, транскриптомика (бави се проучавањем транскриптома—скупа свих транскрипата у ћелији у неком датом тренутку), протеомика (бави се проучавањем протеома—скупа свих протеина у ћелији у неком датом тренутку), метаболомика (проучава све молекуле укључене у метаболизам ћелије) и феномика (бави се проучавањем фенома—скупа свих фенотипских карактеристика једног организма). Посебно је битан однос између поменутих „омика”—геном је носилац информације за догађаје у ћелији, транскриптом одражава оно што се дешава, протеомика говори о томе шта је узрок тих дешавања док метаболомика пружа одговор о догађајима који су се десили у ћелији. На самом крају односа је феномика која анализира све ефекте које су те промене на нивоу ћелије оствариле на фенотип.
Осим поменутих „омика” током година су се развиле и специјализоване гране попут нутригеномике, персоналне геномике, miRNomika итд.

## Анализа генома
Анализа генома укључује три процеса: секвенцирање ДНК, састављање (асемблирање) секвенце да би се створио приказ оригиналног хромозома и анотација и анализа података.

### Секвенцирање
Секвенцирање се првобитно вршило у великим центрима са скупом потребном инструментацијом и техничком подршком. Како се технологија секвенцирања и даље побољшава, нова генерација ефикасних брзих секвенцера омогућава секвенцирање и у просечним академским лабораторијама. Приступи секвенцирању генома могу се поделити у две широке категоријеː насумично секвенцирање (енгл. shotgun) и високопропусно (или секвенцирање нове генерације - NGS) секвенцирање.

#### Насумично секвенцирање
Насумично секвенцирање је метода секвенцирања дизајнирана за анализу секвенци ДНК дужих од 1000 базних парова, укључујући и читаве хромозоме. Названа је по аналогији са брзим испаљивањем хитаца из сачмарице. Сам процес укључује насумично фрагментисање ДНК молекула до фрагмената малих дужина, и до неколико кб. Фрагменти се даље клонирају у плазмидним векторима, а потом и секвенцирају. Након неколико рунди фрагментисања и секвенцирања добијају се вишеструка очитавања која се преклапају. Насумичне секвенце се даље анализирају помоћу одређених програма и алгоритама за претраживање преклапајућих секвенци. Овакво секвенцирање је погодно за анализу мањих генома, попут прокариотских генома.
Током већег дела своје историје, технологија заснована на насумичном секвенцирању била је класична метода прекида ланца или Сангерова метода, која се заснива на селективном укључивању дидеоксинуклеотида који се додају на крај ДНК фрагмента помоћу ДНК полимеразе током in vitro репликације ДНК. Дидеоксинуклеотидима недостаје 3'-OH група потребна за формирање фосфодиестерске везе између два нуклеотида, што доводи до тога да ДНК полимераза престаје са синтетисањем ДНК молекула након њихове уградње. Могу бити радиоактивно или флуоресцентно обележени што је потребно за детектовање у ДНК секвенаторима. Типично, ове машине могу секвенцирати до 96 узорака ДНК у једној серији у до 48 циклуса дневно.
Данас је насумично секвенцирање све чешће замењено са новим, високопропусним методама секвенцирања. Међутим, Сангерова метода остаје и даље у широкој употреби, пре свега за пројекте мањег обима и за добијање нарочито дугих секвенци ДНК (> 500 нуклеотида).

#### Секвенцирање применом технологија нове генерације
Велика потреба за нижим трошковима секвенцирања покренула је развој технологија које би омогућиле паралелно секвенцирање са коначним производом од хиљаде или милиона секвенци одједном. Циљ је био да се оваквим секвенцирањем умање трошкови у односу на класичне методе. Код оваквог секвенцирања је могуће да се обави истовремено̠̟/паралелно чак 500,000 операција/кругова (енгл. run).  
Illumina секвенцирање је технологија која се заснива на коришћењу обојених, реверзибилних терминатора. Развијена је 1996. године на Институту за биомедицинска истраживања у Женеви од стране Паскала Мајера и Лаурента Фаринелија. Кораци у овој методи јесу фрагментисање молекула ДНК и везивања адаптера за крајеве фрагмената. Фрагменти се затим наливају на стаклене проточне ћелије на којима се налази велики број олигонуклеотида који су комеплементарни адаптерима за које се и везују. Оба адаптера хибридузују са олигонукеотидима и тако се формира структура моста, након чега следи амплификација (умножавање) фрагмената чиме се добијају кластери (велики број фрагмената-копија једног почетног фрагмента). Проточна ћелија се ставља у апарат за секвенцирање и додају јој се ДНК полимераза и флуоресцентно обојени терминатори—нуклеотиди који имају инактивирану 3'-OH групу што омогућава да након уградње ових нуклеотида полимераза не може да настави са додавањем нуклеотида (синтезом ланца) па се ласером у сваком циклусу детектује боја и тиме одговарајући нуклеотид. Након сваке рунде се хемијском реакцијом уклања обележени терминатор и наставља са процесом секвенцирања. Софтвер показује секвенцу сваког појединачног кластера. 
Алтернативни приступ заснован је на хемији репликације ДНК. Ова технологија мери ослобађање јона водоника сваки пут када се угради база током полимеризације ДНК. Микробунар који садржи ДНК ланац за секвенцирање преплављен је једном врстом деоксирибонуклеотид трифосфата (dNTP). Ако је уведени dNTP комплементаран са темплејтом (секвенцом ДНК), биће уграђен у растући комплементарни ланац и ово узрокује ослобађање јона водоника који бележи јонски сензор.

### Асемблирање генома
Асемблирање генома се односи на поравнавање и спајање фрагмената једног много дужег низа ДНК у циљу реконструкције оригиналне секвенце. Овај корак је потребан јер тренутна технологија секвенцирања ДНК не може читаве геноме читати као континуирану секвенцу, већ чита мале делове (низове) између 20 и 1000 база, зависно од технологије. Технологије секвенцирања треће генерације као што су PacBio или Oxford Nanopore омогућавају секвенцирање фрагмената дужине веће од 10 кб. Међутим, ове технике се одликују и високом стопом грешака од око 15 процената. Кратки фрагменти се називају и reads.
Асемблирање се може широко категоризирати у два приступа: де ново секвенцирање—код генома који нису слични ниједном геному секвенцираном у прошлости и упоредно (компаративно) асемблирање у ком се користи постојећи, раније очитан редослед секвенци код сродних организама. Де ново асемблирање је далеко неповољнија метода, нарочито код кратких секвенци.  

### Анотација генома
Познавање саме секвенце генома није довољно, па су потребне додатне анализе информација садржаних у геному. Анотација генома је поступак везивања биолошких информација за секвенце и састоји се од три главна корака:
1. идентификовање делова генома који не кодирају протеине
2. идентификовање елемената генома, процес који се назива предвиђање (предикција) гена и
3. везивање биолошких информација за ове елементе.

Алати за аутоматско бележење покушавају да изврше ове кораке in silico, за разлику од ручне анотације—корака који укључује људску стручност и потенцијалну експерименталну верификацију.  
Основни ниво анотације је коришћење БЛАСТ-а, алгоритма за проналажење сличности, а затим анотације генома на основу хомолога. У новије време, додатне информације се додају на платформу за анотацију. Додатне информације омогућавају ручним анотаторима да отклоне неслагања између гена којима се даје иста анотација. Неке базе података користе информације о контексту генома, оцене сличности, експерименталне податке и интеграције других ресурса. Остале базе података (нпр. Енсембл) ослањају се на оба извора података, као и на низ софтверских алата за аутоматизовану анотацију генома.
Структурна анотација се састоји од идентификације геномских елемената, пре свега ОРФ-ова (отворених оквира читања) и њихове локализације, или генске структуре. Функционална анотација састоји се од везивања биолошких информација за геномске елементе.
Потреба за поновљивошћу и ефикасним управљањем великом количином података повезаних са пројектима генома сведочи о томе да рачунари и информатика имају важну примену у геномици.

## Области истраживања геномике

### Функционална геномика
Функционална геномика је поље молекуларне биологије које покушава да искористи огромно богатство података добијених током геномских пројеката (као што су пројекти секвенцирања генома) за описивање функција и интеракција гена (и протеина). Фокусира се на динамичне аспекте као што су транскрипција гена, транслација и интеракције протеин-протеин. Функционална геномика покушава да одговори на питања о функцији ДНК на нивоима гена, РНК транскрипата и протеинских производа. Кључна карактеристика студија функционалне геномике је њихов приступ који углавном укључује високопропусне методе, а не традиционалнији приступ „ген по ген“.
Главна грана геномике и даље се бави секвенцирањем генома различитих организама, али знање о геномима створило је основу за област функционалне геномике, углавном због важности образаца експресије гена током различитих стања. Овде су најважнији алати микроелементи и биоинформатика.

### Структурна геномика
Структурна геномика настоји да опише тродимензионалну структуру сваког протеина кодираног датим геномом. Одређивање структуре се врши комбинацијом експерименталних приступа и приступа моделовања. Основна разлика између структурне геномике и традиционалних структурних предвиђања је у томе што структурна геномика покушава да одреди структуру сваког протеина кодираног геномом, уместо да се фокусира на један одређени протеин. Са доступним секвенцама потпуно очитаног генома, предвиђање структуре може се извршити брже комбинацијом експерименталних приступа и приступа моделовања, посебно зато што доступност великог броја секвенцираних генома и претходно детерминисаних протеинских структура омогућавају научницима да одреде структуру протеина на основу структура претходно детерминисаних хомолога. Структурна геномика укључује коришћење великог броја приступа одређивању структуре, укључујући експерименталне методе које користе геномске секвенце или приступе моделовању засноване на секвенци или структурној хомологији протеина познате структуре или засноване на хемијским и физичким принципима за протеин без хомологије. За разлику од традиционалне структурне биологије, одређивање структуре протеина кроз структурни геномички приступ често (али не увек) претходи информацијама о функцији тог протеина. Ово поставља нове изазове у структурној биоинформатици, односно одређивању функције протеина на основу њене очитане 3D структуре.

### Епигеномика
Епигеномика проучава скуп епигенетских модификација генетског материјала ћелије, познатог као епигеном. Епигенетске модификације су реверзибилне модификације ћелијске ДНК или хистона које утичу на експресију гена без промене саме секвенце ДНК. Најкарактеристичније епигенетске модификације су метилација ДНК и модификација хистона. Епигенетске модификације играју важну улогу у експресији и регулацији гена и укључене су у бројне ћелијске процесе као што су диференцијација/развој и туморигенеза. Проучавање епигенетике на глобалном нивоу омогућено је тек недавно и то адаптацијом геномских високопропусних тестова.

### Метагеномика
Метагеномика се бави проучавањем метагенома, генетског материјала који се добија директно из узорака околине. Ова област се такође може назвати геномиком животне средине, екогеномиком или геномиком заједнице. Док се традиционална микробиологија и микробно секвенцирање ослањају на култивисане клонске културе, рано секвенцирање гена из околине клонирало је специфичне гене (често 16S rRNK ген) да би се добио профил разноликости у природном узорку. То је довело до открића да је велика већина микробиолошке разноликости пропуштена методама заснованим на култивацији. У недавним студијама коришћени су Сангерово секвенцирање или масовно паралелно пиросеквенцирање да би се добили узорци свих гена, свих чланова узоркованих заједница. Због своје могућности да открије претходно скривену разноликост микроскопског живота, метагеномика омогућава посматрање микробног света. Све то доводи до потенцијалне промене у разумевању читавог живог света.  

## Примене геномике
Геномика је нашла своју примену у многим областима, укључујући медицину, биотехнологију, антропологију (као и друге друштвене науке) итд.

### Геномска медицина
Геномске технологије нове генерације (енгл. NGS) омогућавају медицинарима и биомедицинским истраживачима да драстично повећају количину геномских података коју прикупњају током студија на великој популацији. У комбинацији са новим информатичким приступима који интегришу многе врсте података са геномским подацима у истраживањима болести, истраживачима је омогућено да боље разумеју генетске основе одговора пацијената на терапије, лекове и болести. Рани напори за примену геномике у области медицине су потекли из Станфордовог тима који је водио Еан Ешли, који је развио прве алате за медицинску интерпретацију људског генома.

### Синтетичка биологија и биоинжењеринг
Пораст знања из области геномике омогућио је све софистицираније примене синтетичке биологије. Године 2010. истраживачи са Института J. Craig Venter најавили су креирање делимично синтетичке врсте бактерија, Mycoplasma laboratorium, изведене из генома Mycoplasma genitalium.

### Популациона и конзервациона геномика
Популациона геномика је поље истраживања где се методе геномског секвенцирања користе за вршење опсежних поређења секвенци ДНК међу популацијама—изван граница генетичких маркера који се традиционално користе у популационој генетици. Популациона геномика проучава ефекте на цео геном како би побољшала наше разумевање микроеволуције, а све у циљу разумевања филогенетске историје и демографије популације. Методе популационе геномике користе се у различитим областима, укључујући еволуциону биологију, екологију, биогеографију, биологију очувања (конзервације) и управљање рибарством. 
Слично томе, пејзажна геномика развила се од пејзажне генетике и обухвата употребу геномских метода за идентификовање односа између образаца еколошких и генетских варијација.
Истраживачи из области заштите природе могу користити информације прикупљене геномским секвенцирањем како би боље проценили генетске факторе кључне за очување врста, попут генетске разноликости популације или да ли је појединац хетерозиготан за генетиски поремећај који се рецесивно наслеђује. Коришћењем геномских података за процену ефеката еволуционих процеса и откривање образаца промена у датој популацији, конзерватори могу да формулишу планове за помоћ датој врсти без употребе варијабли које су непознате, а које се користе у стандардним приступима.